# Galleria d'arte moderna (Firenze)

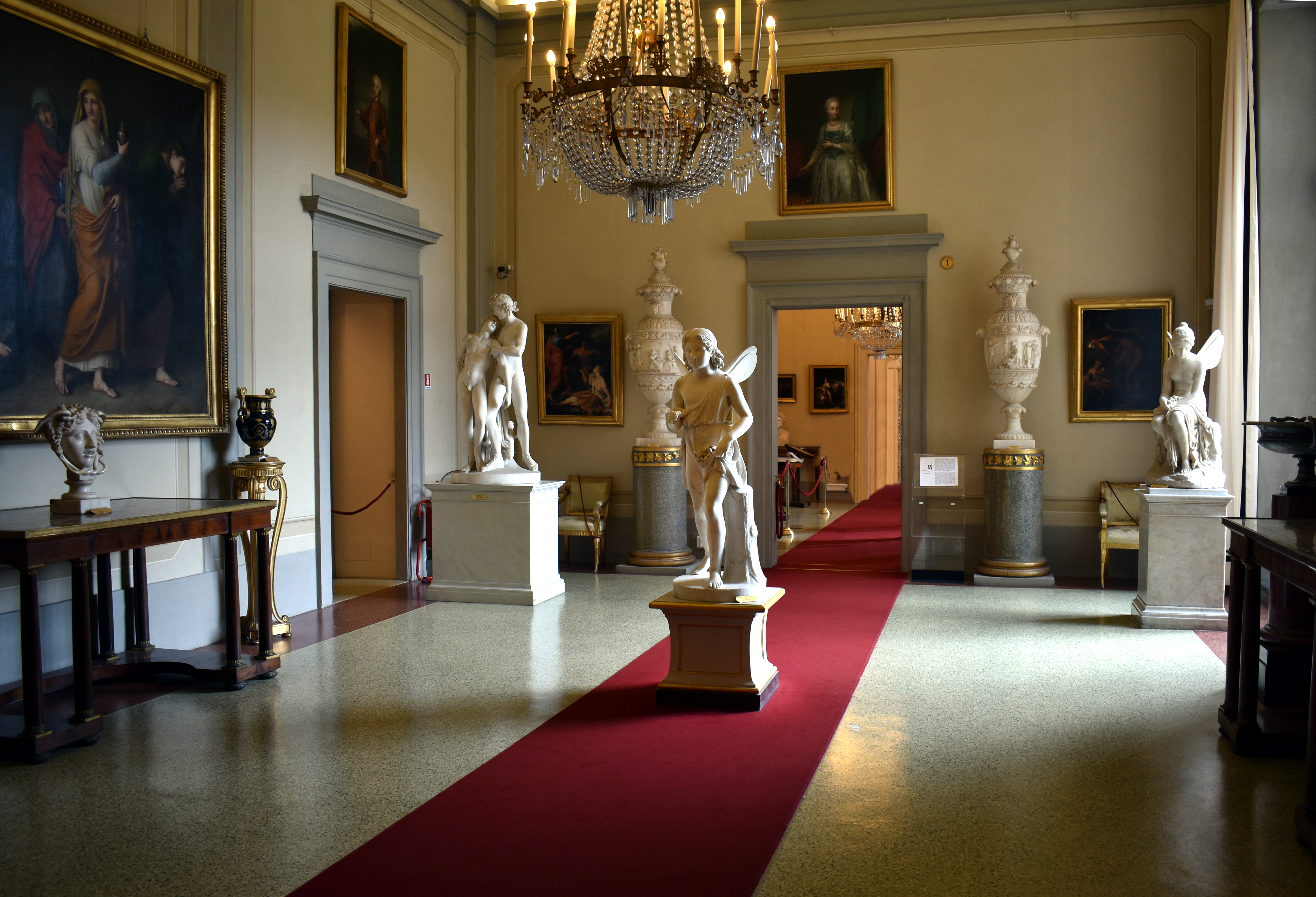
Galleria d'arte moderna (Firenze)

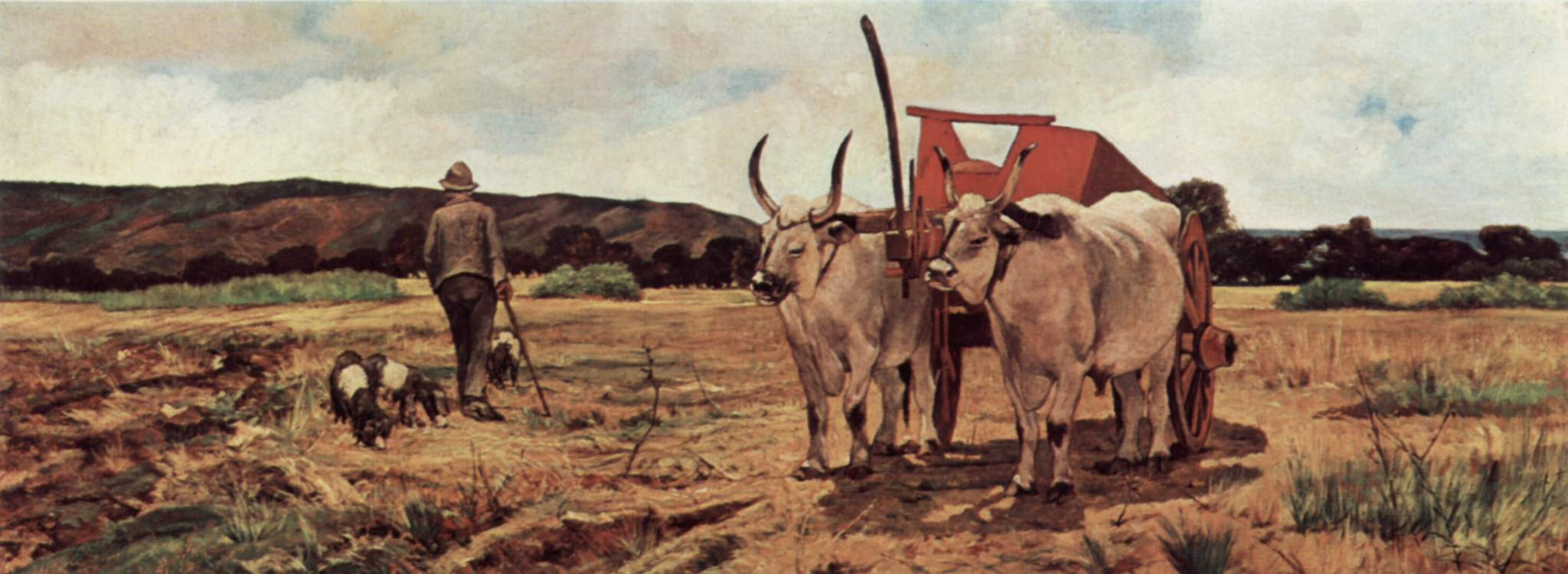
Paesaggio di marzo, Giovanni Fattori

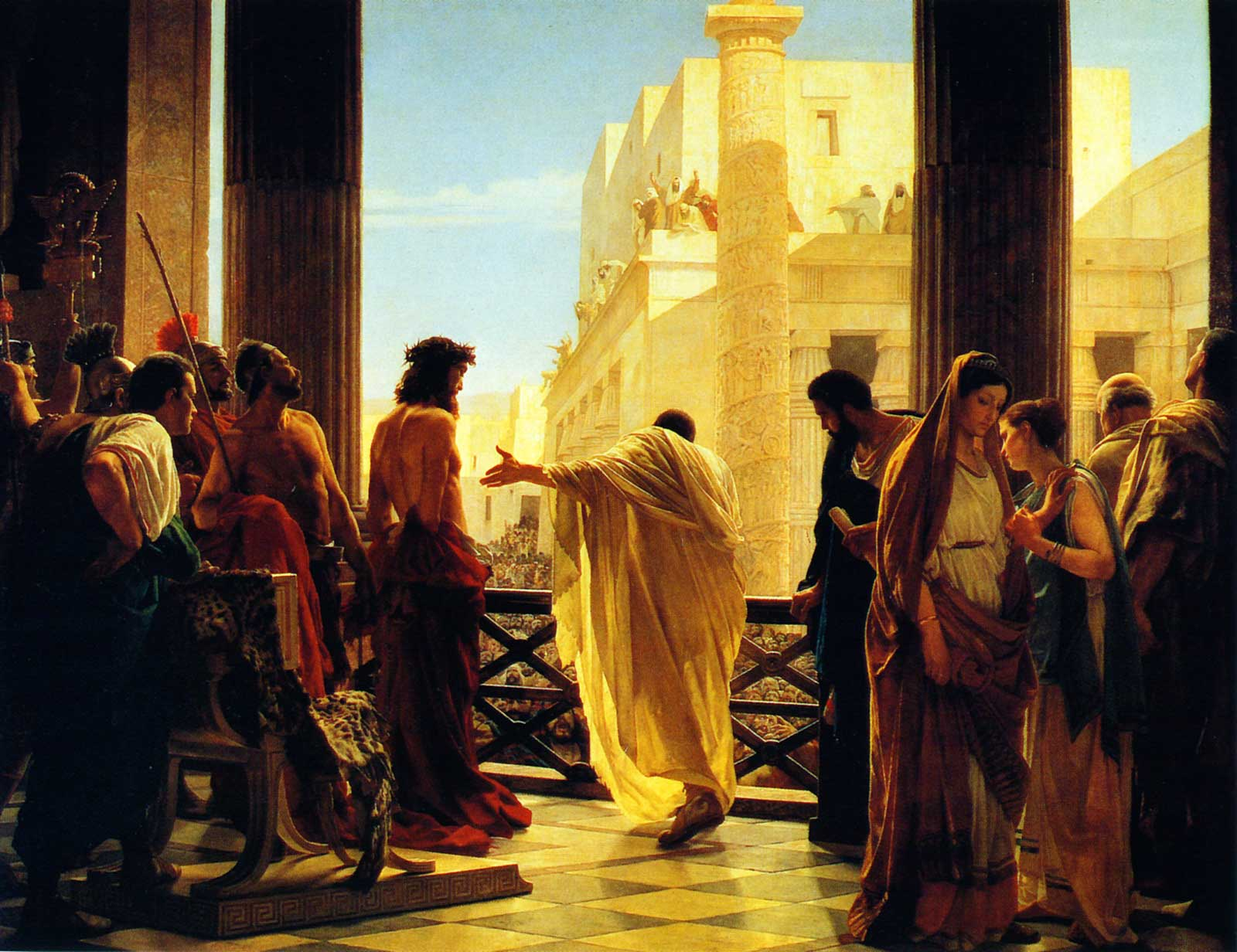
Ecce Homo, Antonio Ciseri

La Galleria d'arte moderna è uno dei musei ospitati in palazzo Pitti a Firenze. Si trova al secondo piano del complesso architettonico, all'interno del quale si articola in 30 sale comprendendo tutte le stanze del corpo di fabbrica principale del palazzo e tutte le stanze dell'ala laterale settentrionale posteriore del complesso architettonico, tra le quali anche la Sala da Ballo ed altre sei sale originariamente appartenenti al Quartiere Borbonico (Nuovo Palatino).
Questa vasta collezione offre un panorama italiano completo del periodo artistico dalla fine del Settecento (epoca neoclassica) ai primi decenni del Novecento, basata sulla pittura italiana ma con qualche importante scultura coeva e con significativi esempi di artisti stranieri. È ospitata, in ordine cronologico, nell'ala nord del Palazzo al secondo piano in più di trenta stanze, una delle ultime aree del palazzo ad essere convertite in museo, dove fino agli anni trenta del Novecento hanno saltuariamente vissuto i rappresentanti di Casa Savoia in visita alla città e dove era ospitata la Biblioteca Palatina, confluita in parte nella Biblioteca Magliabechiana, nonché una parte nel mezzanino detto degli occhi, dal tema della decorazione.
Nel 2013 il complesso museale di Palazzo Pitti, che comprende la Galleria d'arte moderna, la Galleria Palatina e gli Appartamenti monumentali, è stato il tredicesimo sito statale italiano più visitato, con 386.993 visitatori e un introito lordo totale di 1.983.028,75 Euro.
Nel 2016 il circuito museale ha fatto registrare 400.626 visitatori..

## Storia
La collezione della pinacoteca si formò nella seconda metà dell'Ottocento dalla raccolta delle migliori opere provenienti dai concorsi dell'Accademia delle Arti e del Disegno, un tempo esposte nella galleria dell'Accademia, e più tardi fu arricchita dal confluire di numerose collezioni cittadine di arte di quel periodo, come quella di Diego Martelli, acquisita nel 1897. L'allestimento attuale risale al 1972-1979, ma dei restauri nelle sale si sono svolti anche nel 2005. La collezione gode di una disciplina giuridica particolare, con una convenzione tra Stato e Comune di Firenze.

## Percorso espositivo
Il percorso espositivo inizia dal neoclassicismo con opere raffiguranti Napoleone di Pietro Benvenuti come Il giuramento dei Sassoni, di Giuseppe Bezzuoli come la grandiosa tela de L'entrata di Carlo VIII, e di Francesco Hayez (Sansone 1842 sala 2; I due Foscari 1851-52 sala 5). Le sculture più importanti nelle prime sale sono la Calliope di Antonio Canova, la Psiche di Pietro Tenerani e il famoso Abele di Giovanni Duprè.
Numerosi sono i dipinti di soggetto storico, contemporaneo e più antico, che documentano bene questo aspetto della cultura artistica del Risorgimento: fra le tele più importanti La cacciata del Duca d'Atene di Stefano Ussi.
Fra le opere più conosciute vi sono quelle appartenenti alla scuola dei macchiaioli l'anticipazione italiana dell'impressionismo, in larga parte provenienti dalle raccolte di Diego Martelli, che fu un critico d'arte e amico dei principali esponenti di questa corrente. I macchiaioli, con le loro ricerche innovative sulla luce e sulla stesura del colore "a macchie", svilupparono il loro linguaggio artistico accanto alle avanguardie francesi. Fra i capiscuola Giovanni Fattori, presente con una cospicua collezione di opere, sia carattere storico, sia i celebri paesaggi maremmani, fra le quali l'Autoritratto (1854 sala 13), Il campo italiano dopo la battaglia di Magenta (1862 sala 18), La cugina Argia (1861 sala 23), Lo staffato (1880 sala 24), La rotonda palmieri e il Ritratto della figliastra (1889 sala 24).
Silvestro Lega, fra le tele più significative Il canto dello stornello (1867 sala 12), La visita alla balia (1873 sala 12), Telemaco Signorini, fra le varie opere la Leith del 1881 (sala 23) e Francesco Saverio Altamura con il Ritratto di Carlo Troya.
Altri importanti pittori italiani qui presenti sono Giovanni Boldini, con i famosi ritratti dal rapidissimo ed elegante tratto, Federico Zandomeneghi (Ritratto di Diego Martelli 1879 sala 16), Francesco Podesti (di cui è esposto l'acuto Ritratto della poetessa Elizabeth Barrett Browning con il figlioletto Robert), Niccolò Cannicci, Antonio Donghi, Giorgio Morandi, Filippo de Pisis, i Futuristi come Giacomo Balla e Filippo Marinetti, Elisabeth Chaplin. Sono presenti anche opere di scultura (le più interessanti di Adriano Cecioni, che con vivacità e immediatezza di grande applicò alla statuaria le ricerche dei macchiaioli, nonché il marmo Voto contro natura di Salvatore Grita) e incisioni.
Fra il 1978 e il 2006 si è perfezionata la donazione del patrimonio grafico, pittorico e documentario proveniente dall'atelier di Pietro Saltini.
La galleria contiene anche una raccolta di opere legate al tema del Risorgimento italiano.

## Mostre
- Da ottobre del 2002 a gennaio 2003 si è tenuta la mostra “Alla ricerca del colore e della luce. Pittori ungheresi 1832-1914”, curata da Anna Szinyei Merse.
- Nel 2004 la Galleria d'Arte Moderna ha voluto illustrare l'esperienza artistica di Clotilde Peploe, pittrice e amante dell'arte, in una mostra curata da Susanna Ragionieri.
- A partire dal Settecento la produzione di vedute a stampa fu particolarmente diffusa. La Toscana è protagonista di una mostra del 2004 dedicata a questo genere artistico, al quale si applicò anche Giuseppe Maria Terreni realizzando, nel 1783, una serie di vedute della città di Livorno e del porto che offrono anche un interessante taglio di vita quotidiana.
- In occasione dell'acquisizione di un intero nucleo di creazioni del pittore, scultore, scenografo, stilista nonché inventore della “tuta” Ernesto Michaelles (in arte Thayaht), la galleria ha organizzato un'esposizione di disegni originali, bozzetti di stoffe, tempere e batik.
- La Galleria d'Arte Moderna, nel 2005, si è dedicata a Gustavo Giulietti, proponendo, a due anni dalla sua morte, una rilettura della sua opera.
- È stata dedicata una mostra anche a Mario Romoli, personaggio eclettico e profondamente religioso che ha dedicato la sua vita a molteplici interessi: dalla ricerca umanistica e artistica a quella scientifica.
- La galleria si arricchisce costantemente di doni, nuove acquisizioni e opere provenienti da depositi che la mostra “Ottocento e Novecento. Acquisizioni recenti e opere dai depositi” ha voluto valorizzare. Emerge l'apertura della galleria alle esperienze artistiche più recenti.
- In occasione dei 70 anni del Maggio Musicale Fiorentino la Galleria ha presentato una mostra interamente dedicata all'attività di questa istituzione fiorentina. Centinaia di bozzetti, costumi, modelli e figurini sono stati raccolti per l'occasione; opere create in occasione della messa in scena di opere fondamentali per la storia della lirica e del teatro, dal Nabucco alla Norma, dalla Turandot al Dottor Faust, dal Don Carlos alla Tempesta, rappresentazioni dal 1933 fino ai nostri giorni. Sono stati presenti pittori e scenografi tra i più grandi del Novecento con i loro bozzetti: Giorgio De Chirico, Renato Guttuso, Mario Sironi, Giacomo Manzù, Felice Casorati, Oskar Kokoschka, Dino Buzzati.
- “Sentieri imprevisti” propose, nel 2008, un nuovo percorso espositivo della Galleria: 42 opere custodite nei depositi comparivano all'improvviso fra quelle già esposte al museo. Erano presenti lavori di artisti del novecento fra i quali De Chirico, Morandi, Andreotti, De Witt, Nomellini, Rosai, Marini, Staude, Scatizzi.
- La galleria d'arte moderna ha allestito nel 2009 una mostra dedicata all'attività di Sergio Scatizzi dal 2000 al 2009.
- La mostra “ L'opificio delle pietre dure nell'Italia Unita” documenta come l'opificio affrontò i grandi cambiamenti dopo il 1861; l'antica manifattura fiorentina iniziò, per esempio, ad accettare committenze da privati e personaggi illustri come lo zar di Russia, raggiungendo la fama in tutta Europa.
- Per celebrare il 150º anniversario dell'Unità d'Italia è stata allestita, nel cuore della Galleria d'arte Moderna di Palazzo Pitti, una piccola mostra dedicata ai pittori che hanno combattuto nelle battaglie risorgimentali. Le opere, scelte tra quelle normalmente non esposte, sono di vario soggetto: le accomuna il fatto di essere state dipinte da artisti patrioti, volontari per le Guerre d'indipendenza italiane.
- Nel 2012 è stata allestita una mostra alla Galleria d'Arte Moderna sul tema del cambiamento della città di Firenze- attraverso l'Ottocento e il Novecento- testimoniato dai pittori e dalle loro opere.
- Fra il 2013 e il 2014 la Galleria d'Arte Moderna di Palazzo Pitti ha accolto 12 opere del periodo impressionista provenienti dal Museo d'Orsay di Parigi, esponendole nel Salone da Ballo del Quartiere d'Inverno.
- Fra il 2014 e il 2015, per i cento anni dalla fondazione della galleria d'arte Moderna di Palazzo Pitti, si è tenuta una mostra curata da Simonella Condemi ed Ettore Spalletti, dedicata alle sue collezioni del Novecento. Per l'occasione è stata organizzata anche la mostra “Il colore dell'ombra” che si riallacciava alla mostra internazionale tenutasi nel 1914 e dedicata al “Bianco e Nero”.
- La mostra “Firenze Capitale 1865-2015. I doni e le collezioni del re” (Novembre 2015- Aprile 2016), ha celebrato i 150 anni da Firenze capitale d'Italia (1865-1870). La mostra si colloca all'interno del ciclo di rassegne “Firenze – Un anno ad arte”.